# Marcelo Caviglia
Marcelo Omar Caviglia (Morón, Argentina, 13 de febrero de 1966) es un exfutbolista argentino. Jugaba de delantero y su último club fue Argentino de Merlo. 

## Trayectoria
Inició su carrera en equipos de la Primera Nacional, el primero de ellos fue Belgrano de Punta Alta en la temporada 1985. Luego fue traspasado al Deportivo Español para la campaña 1986-87, en su primer año juega 19 partidos, con tres goles en su haber.
A mediados de 1987 firma con el Club Atlético Temperley, llegó a jugar 39 partidos y marcó nueve goles. Tras fin de la temporada no renovó contrato y regresó a Deportivo Español. 
En su quinta temporada juega 26 partidos de titular y marca siete goles, además se transformó en goleador del equipo durante esos años y se ubicó en el cuarto puesto de los goleadores del Torneo Clausura 1992. 
En la temporada 1995, firmó con Quilmes en Ecuador, donde se convirtió en uno de los goleadores de la Primera Nacional en esa temporada, esto le valió ser contratado por Universitario de Perú siendo esta su primera y única experiencia internacional, con el equipo crema disputó pocos partidos, donde solo se le recuerda en un amistoso ante Emelec.
A mediados de 1997 regresó a su país para vestir la camiseta de Chacarita Juniors, de la Primera División. En 1999 ficha por el Ituzaingó de la Primera B Nacional, donde disputó 43 partidos y registró 23 goles. Al final de su carrera, decidió colgar los botines en Argentino de Merlo en 2001, a los 35 años.

## Clubes

### Como futbolista
| Club                      | País                | Año         | Partidos | Goles | Media |
| ------------------------- | ------------------- | ----------- | -------- | ----- | ----- |
| Belgrano                  | Argentina           | 1985 - 1986 | 8        | 1     | 0.13  |
| Deportivo Español         | Argentina           | 1986 - 1987 | 19       | 3     | 0.16  |
| Temperley                 | Argentina           | 1987 - 1988 | 39       | 9     | 0.23  |
| Deportivo Español         | Argentina           | 1988 - 1994 | 171      | 40    | 0.23  |
| Deportivo Mandiyú         | Argentina           | 1994 - 1995 | 14       | 4     | 0.29  |
| Quilmes                   | Argentina           | 1995 - 1996 | 36       | 11    | 0.31  |
| Universitario de Deportes | Perú                | 1997        | 5        | 1     | 0.2   |
| Chacarita Juniors         | Argentina           | 1997 - 1998 | 27       | 8     | 0.3   |
| Ituzaingó                 | Argentina           | 1999 - 2000 | 43       | 23    | 0.53  |
| Argentino de Merlo        | Argentina           | 2001        | 18       | 3     | 0.17  |
| Total en su carrera       | Total en su carrera | 1985 - 2001 | 380      | 103   | 0.27  |